# Le Forum des Européens
Le Forum des Européens était une émission hebdomadaire franco-allemande, réalisée par Guy Saguez, diffusée sur Arte le samedi à 19h, qui traitait, sous la forme d'un entretien-débat entre les deux journalistes de l'émission, Anne-Sophie Mercier et Matthias Beermann, et un invité, de sujets de société plus ou moins liés à l'actualité, comme la recrudescence du sida ou les relations entre l'Union européenne et les États-Unis, en comparant les points de vue ou les solutions de différents pays européens.
Cette émission a été arrêtée définitivement le 10 janvier 2007.